# Pontaillac (spot de surf)
Pontaillac est un spot de repli de surf, situé à Royan, en Charente-Maritime.
Le Surf-Club Royan-Pays royannais possède depuis 2009 ses propres locaux aux bords de la plage de Pontaillac. Le club proposait également entre 2005 et 2009 ses activités sur la plage de la Côte Sauvage, au phare de la Coubre, commune de La Tremblade.